# 六甲話
六甲话，通行于广西壮族自治区柳州市三江侗族自治县古宜镇、程村乡、斗江镇、周坪乡、老堡乡、丹洲镇一带的一种汉语方言。六甲人自称客人讲客话。在清朝后期，官府实行保甲制行政区划，客人划分为曹荣甲(泗里口一带)、程村甲、黄土甲(今大树一带)、古宜甲、寨准甲、文村甲六个甲，人们称这六个甲的人为六甲人，讲六甲话。
六甲话保留着唐宋时期的古音，有24个声母无浊音，79个韵母包括9个元音音素，10个声调，其中入声分四等。词汇和语法也很独特。通过与平话、粤语的比较，六甲话与粤语和平话都有相近之处，是一种混合语。）三江侗语早期汉语借词来源于早期六甲话，二者之间的关系非常密切。
“六甲话”是三江县的第二大汉语方言，主要有三种口音。
- 古宜浔江以北的周坪乡
- 古宜浔江以南的古宜镇和程村乡
- 古宜浔江以南的丹州镇西坡村

前两者的主要区别为韵母的一些差异，后者与前两者的最大的区别是对父亲的称呼不一样。